# 德国途易航空
德国途易航空曾名为途易航空（TUIfly），是德国的一家航空公司，由旅游企业途易股份公司控股，其总部位于下萨克森州的汉诺威－朗根哈根机场，主要经营定期廉价航班服务及包机业务。公司约60%的航班座位采取直接销售，30%作为途易假期旅游产品的一部分，另外10%则通过其它代理机构销售。途易航空目前拥有38架客机，是德国第三大航空公司，其规模仅次于汉莎航空。

## 历史

### 赫伯罗特航空时期
1972年，赫伯罗特航空作为赫伯罗特集团的子公司成立，1973年3月30日便开始使用波音727经营汉堡至伊维萨岛的航线。1979年1月，巴伐利亚日耳曼航空并入该公司，通过此次收购，赫伯罗特航空第一次接收双通道宽体客机空客A300，此时公司主要经营飞往地中海旅游目的地的包机服务。在20世纪80年代末，空客A310-300交付使用后，公司开辟了许多远程航线，如纽约、多伦多、马累、蒙巴萨和多米尼加等。但这些远程航线服务都在短时间内被先后停办，只有往返多米尼加的航线被保留了下来。
赫伯罗特快运则在2002年成立，但它并非赫伯罗特航空的子公司，而是途易旗下的一家独立的廉价航空公司。但由于没有自己的机队，赫伯罗特快运自成立后便与赫伯罗特航空及日耳曼尼亚航空合作，湿租后两者的飞机运营。
2001年，赫伯罗特航空开设了最后一条远程航线，因为空客A310-300将在剩余线路承受更大客流量。此时距离最远的航线是飞往佛得角，需要6小时的飞行时间。2004年，公司推出飞行常客奖励计划「蓝色里程」（Bluemiles）。蓝色里程的命名源自赫伯罗特航空飞机涂装的主色调，并被后来的途易飞沿用——尽管途易飞的主色调是黄色。

### 赫伯飞时期

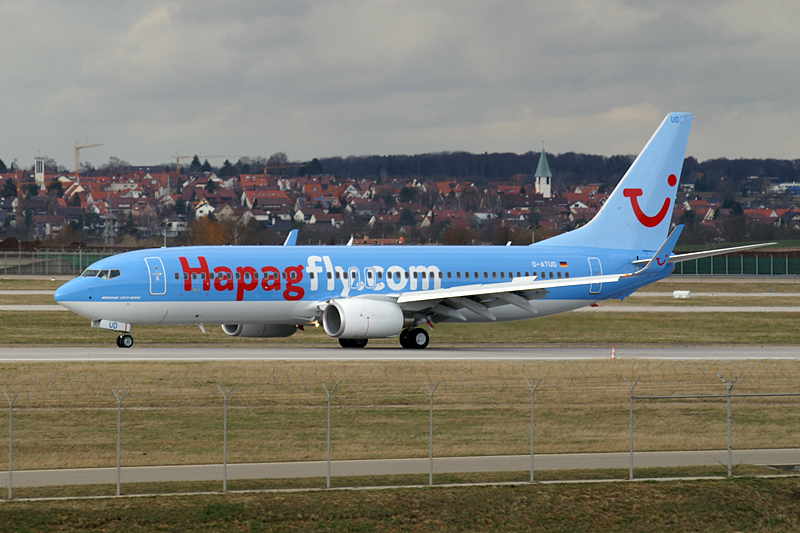
印有「赫伯飞」字样的一架波音737-800

2005年，途易股份公司在统一品牌标识后，宣布将成立一个航空管理公司，并且旗下各航空公司都将使用途易飞品牌。赫伯罗特航空为了保留自身特色，便在飞机的新涂装上同时显示「赫伯飞」（Hapagfly）字样及途易标志。公司名称加后缀「飞」（fly）的做法受到途易其它子公司的效仿，例如科西亚航空便将其名称改为「科西亚飞」。同年赫伯飞将全部的空客A310转售给了其他航空公司；而由赫伯罗特航空负责维护、租自汉莎航空的一架空客A300，在瑞士完成了前往非洲的既定航班后，于11月中旬交还汉莎航空。赫伯罗特航空随即选择购买新的波音737作为原有空客的替代机型，使得2006年夏季的客座率达到88.3%。

### 途易飞时期

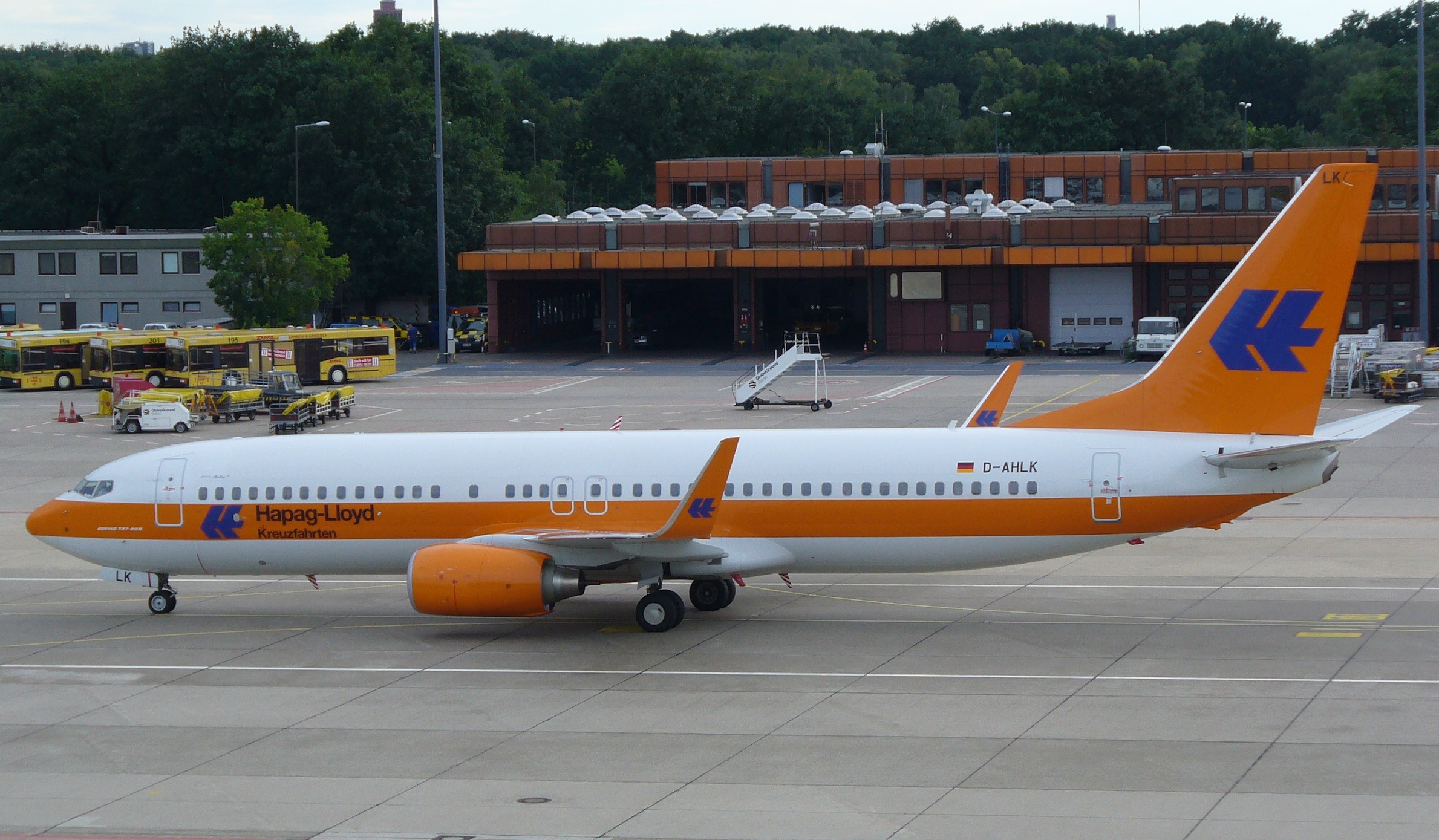
印有「赫伯罗特游轮」涂装的一架途易飞波音737-800

经过多次收购后，为了继续巩固在航空业的地位，途易考虑将赫伯罗特航空和赫伯罗特快运合并，在一个共同的品牌下运作。2006年12月，途易股份公司宣布，其旗下的所有航空公司在德国的业务均使用同一个品牌标识：途易飞。2007年1月，尽管此时赫伯罗特航空和赫伯罗特快运都是途易全资拥有，并在法律上独立存在的公司，途易飞还是开始取代这两者成为新的品牌。新品牌下，赫伯罗特航空主要负责飞行运营，赫伯罗特快运则主要负责销售。
受到途易股份公司变更品牌的影响，赫伯罗特品牌至此几乎全部消失。只有赫伯罗特商业航空部门运作的赫伯罗特快运仍在使用这个名称出现在人们的视野。此外途易飞也有两架飞机被漆上赫伯罗特游轮的特别涂装。这些往往被误认为是复古飞机，因为它们的涂装看起来非常像是在纪念过去的赫伯罗特航空。无论如何，它仍将继续出现在赫伯罗特股份公司的运输及物流企业中。
2010年，赫伯罗特航空正式更名为途易飞，至此，途易飞不再仅作为一个品牌出现，而是该航空公司的正式名称。

## 概念
由于城际航线在2009年10月移交柏林航空接管，途易飞可以被理解为经营中短途航线的传统假日航空公司。途易及国外旅游经营商提供的度假产品通常占据着航班的多数席位，然而途易飞也未放弃直接的个人销售。个人机票销售的渠道主要来自途易飞的门户网站，这也是途易飞通常使用带有「.com」后缀的顶级域名作为文字商标和公众形象展示的原因。
与其他航空公司相同，途易飞也提供可选择的航班及数量有限的特惠票价。航班座位将随机分配，但用户亦可以在预定后48小时内缴纳附加费选择座位，而对于途易卡持有人，这项服务则是免费的。途易飞还在航班起飞前30小时开放网上登机服务，在这里用户可以找到自己的座位并打印出登机牌，托运行李也可放在一个特别设计的开关里。
由于通常只提供单一的点对点航班，所以途易飞没有枢纽机场，途易飞也没有加入任何航空联盟。在某些情况下，例如在航点拉斯帕尔马斯，用户可以同时预定相匹配的转机航班，参与这项业务的是伙伴航空公司本特加那利航空。
艾克赛尔德国航空曾于2007年开展与途易飞的航班合作。
为了提高飞机的使用率，途易飞还利用夜航时段为德国邮政运送德国境内的航空邮件。这些航班曾于2009年7月1日由于邮政的节能措施而停航，但仅在半年之后便恢复。
赫伯罗特游轮公司也有其自身特点，它们将一架波音737的座位减少，以提高乘客的舒适度。赫伯罗特游轮有限公司是途易的又一子公司，于2007年正式运作，使用普利瓦特航空的飞机，但2008年之后这些飞机再次移交给了途易飞。

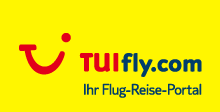
新的门户网站标志

2009年冬季在城际航线整体移交给柏林航空之后，途易飞的互联网门户网站tuifly.com也作出了新调整。自那时起，门户网站不仅可以销售本公司的机票，也可以出售其它航空公司的机票。

## 航点
柏林航空的航线网络自2010年10月5日起全面取代途易飞的城际航线。柏林航空将长期湿租途易飞的13架客机运营，并负责推广及维护。途易飞则提供从德国及瑞士出发前往7个国家的17个旅游目的地的航班，网络覆盖欧洲（希腊、葡萄牙和西班牙）、北非（埃及和突尼斯）、西非（佛得角）、大西洋群岛马德拉和加那利，以及西亚的土耳其等。途易飞在整个网络的航班上都提供免费的餐食及饮品。

## 飞行常客奖励计划
2009年10月24日前，途易飞仍在沿用赫伯罗特航空的飞行常客奖励计划「蓝色里程」。奖励计划在所有航线中以点数（即里程）累计，达到一定数量后可在任意航班上转化使用。这个计划此后被柏林航空新推出的「老友薯条」（Friendchips）方案所取代。新方案不是传统的飞行常客奖励计划，而是一个客户忠诚计划，用户在累计一定数量的点数后可以在线上获得预订下一个航班的优惠折扣。而蓝色里程的原有客户则可以将原本累计的点数转换至柏林航空的飞行常客奖励计划「至尊奖金」（Topbonus）当中。

## 代码及呼号
自2010年起途易飞成为一个具有法律效力的公司，并在IATA及ICAO作为独立的航空企业存在。在2010年10月前途易飞与赫伯罗特快运一直使用共同的代码和呼号，此后，为了统一品牌，途易飞将ICAO代码改为TUI、呼号改为TUIJET，IATA代码则仍保持与赫伯罗特快运共用的X3。

## 机队

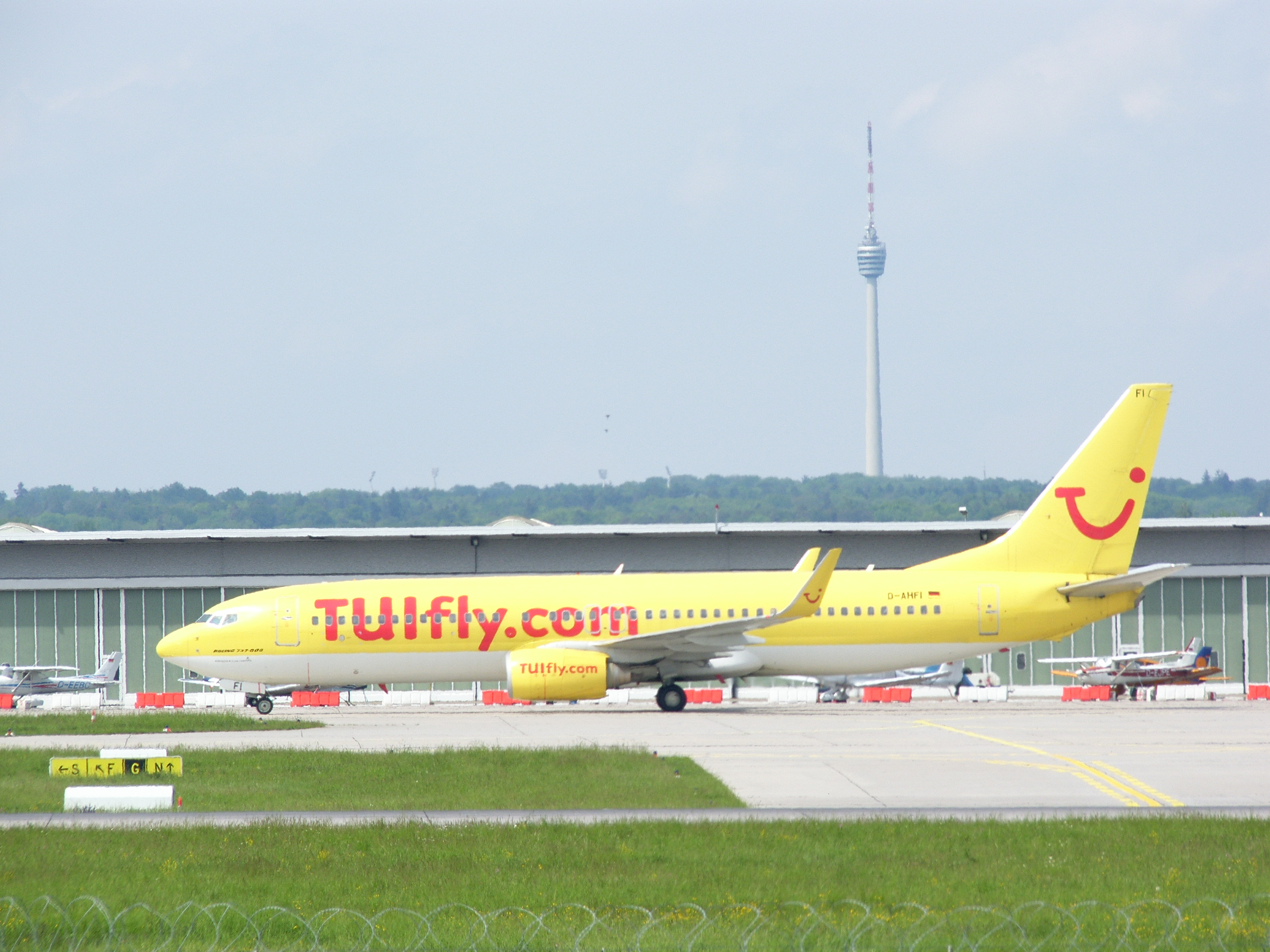
一架标准涂装的途易飞波音737-800

截至2010年12月，途易航空共拥有38架客机，平均机龄7.6年：
在过去，有包括BAC 111-500，空客A300、A310-200、A310-300，波音727-100、727-200、737-200、737-400、737-500等机型曾在赫伯罗特航空服役。
途易飞的所有飞机客舱都只有经济舱类别，不设头等舱及商务舱。经济舱的平均座位间距为74厘米。乘客也可以缴纳附加费预定间距为96厘米的座位。自2010年12月起，途易飞为其所有的波音737-800型客机装备波音全新的Sky Interior客舱，这款客舱采用流线型设计，行李舱位空间宽大，辅以雕花侧壁、LED壁灯照明系统及众多实用的乘客服务装置，可令乘客得到更好的飞行体验。包括尚未交付的所有波音738也都将装备这款客舱。

## 灾难事故
该公司历史上首次也是唯一的一次空难发生于2000年7月12日，并未造成人员丧生。

## 争议
途易飞入主公司后，曾遭到一些主要客户批评，包括阿图斯旅行社和REWE集团。这些公司因自身缺乏机队而通常让顾客搭乘其它航空公司的航班。然而途易飞班机无所不在的旅游广告令他们觉得受到了不正当竞争的损害。因此阿图斯旅行社及REWE集团均表示将重新审视与途易此前所签订的合作协议。

## 合并计划
2007年底汉莎航空与途易之间启动谈判，期望达成德国之翼与途易飞合并的计划。而2008年柏林航空并购神鹰航空失败后，神鹰航空也被纳入这个计划当中。然而谈判在2008年10月在双方的共同否决下而失败了，汉莎航空更希望将德国之翼整合为自身的部门。
为了增加收益率，途易计划将途易飞的机队数量从40架减少至30-35架。在2009年2月与柏林航空的谈判中对方同意了接收途易飞的众多城际航线。此举遭到飞行员与空中乘务员工会联盟的反对，与此相反的是德国服务行业工会却对此表示赞同。
2009年3月中，途易飞又与柏林航空进行了交叉持股的谈判，双方达成协议，途易股份公司将持有20%的柏林航空股份，同时柏林航空也将持有20%的途易飞股份。其后由于监管的事项，持股比例更改为9.9%左右。同时柏林航空从2009年冬季开始接管途易飞的城际航线，并湿租一定数量的途易航空客机。途易飞品牌则根据协议将只提供飞往旅游目的地的航班服务。
2009年9月中旬，这项合作得到了德国联邦卡特尔局批准，柏林航空宣布将正式接管途易飞117条城际航线（其中55个在意大利），新的冬季时刻表从2009年10月25日起实施。同时接管的还有湿租自途易飞的13架客机。